# Glasafval

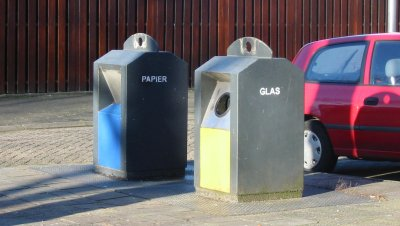
Ondergrondse papierbak en glasbak, Alphen aan den Rijn

Aandeel van glas dat gerecycleerd wordt (2004)

Glasafval is afval van glas, dat mensen produceren. Werd voorheen glas alleen weggegooid als het kapot was, sinds de opkomst van de grootschalige verpakkingsindustrie, wordt glas ook vaak weggegooid wanneer de inhoud ervan is geconsumeerd. Glas is dan ook een eenvoudig te maken materiaal, hoewel de fabricage veel energie kost.

## Hergebruik
Van de circa 30 kilo verpakkingsglas die iedere Nederlander jaarlijks gebruikt, komt 78% in de glasbak terecht (cijfers van 2003). Dat glas wordt gebruikt bij het maken van nieuw glas. Dit levert veel milieuwinst op: hergebruik voorkomt afval, vermindert het gebruik van grondstoffen en bespaart energie. Het gebruik van oud glas bij de productie van nieuw glas levert een energiebesparing van 25% op. Ook het gebruik van meermalig te gebruiken flessen levert flink wat energie- en grondstofbesparing op.
Het gerecycleerde glas wordt slechts gebruikt voor de productie van nieuwe glazen producten, vooral flessen, flacons, potten en bokalen, voor de grote voedingsdistributie en voor de verpakking van industriële vloeistoffen, maar ook voor bijvoorbeeld de fabricage van glasparels.
Het glas in de glascontainers wordt opgehaald met speciale vrachtwagens. De glascontainers zijn uitgerust met een
wegklapbare bodem, waardoor het glas vlot in de vrachtwagen kan worden gestort. Deze vrachtwagens zijn op hun beurt aangepast aan de verschillende soorten van containers voor wit en gekleurd glas. In het recyclagebedrijf lost de vrachtwagen zijn lading gescheiden en op twee opslagplaatsen.
De zuiverheid en de puurheid van de kleur zijn zeer belangrijk voor de recyclage van het glas. Wit glas mag niet worden gemengd met glas met een andere kleur. Onzuiverheden zoals faience, zandsteen, porselein, ijzer, aluminium, plastic en ondoorschijnend glas zijn niet toegestaan. De aanwezigheid van deze onzuiverheden verhoogt de verwerkingskosten en kan aanleiding geven tot productiefouten in het nieuwe glas. In het ergste geval worden de ovens beschadigd: de sortering moet dus op draconische manier gebeuren.
Gemeenten zijn in Nederland verplicht glas van huishoudens apart in te zamelen. Hetzelfde geldt voor gft-afval, papier en karton, textiel, wit- en bruingoed en klein chemisch afval. Dit staat beschreven in hoofdstuk 14 (Afvalscheiding) van het Landelijk afvalbeheerplan (LAP). Als richtlijn geldt één glasbak op 650 inwoners.
Glas wordt in Nederland apart ingezameld en hergebruikt. Nieuw wit (doorzichtig) glas kan alleen maar gemaakt worden van witte scherven. En groen en bruin glas kan het beste gemaakt worden van groene en bruine scherven. Eerst wordt het niet-glas verwijderd: de metalen doppen gaan naar Hoogovens om hergebruikt te worden. De papieren etiketten worden losgeweekt tot papierpulp en naar een fabriek gebracht waar er bakstenen van gemaakt worden. Ander vuil, dat mensen onterecht in de glasbak hebben gegooid, wordt verwijderd en gaat naar de gewone vuilverbranding. Het kleine beetje vuil dat nog aan het glas zit verbrandt op het moment dat het glas zo verhit wordt dat het smelt. Van het glas zelf blijft nog wat vervuild gruis over en dit wordt weer gebruikt in de wegenbouw. Al met al blijft er maar heel weinig over dat verbrand of gestort moet worden.
Ondanks de zorg die de meeste mensen die hun flessen naar de glascontainers brengen, besteden, komt het materiaal niet zuiver aan in de fabriek. Het gros van de onzuiverheden wordt er manueel verwijderd. Daarna wordt het glas gebroken in scherven van 5 tot 60 millimeter. Sommige fabrieken zijn uitgerust met technologische systemen om het glas te scheiden van de onzuiverheden en zelfs om de glasscherven per kleur te scheiden. Met behulp van magnetische scheiders worden ijzerhoudende materialen uit de stukken glas gehaald. De niet-ijzerhoudende metalen worden verwijderd door wervelstroomscheiders.
glasafval ·
gft-afval ·
klein chemisch afval ·
kunststofafval ·
elektronisch afval ·
papier- en kartonafval ·
textielafval ·
restafval